# Val Cama

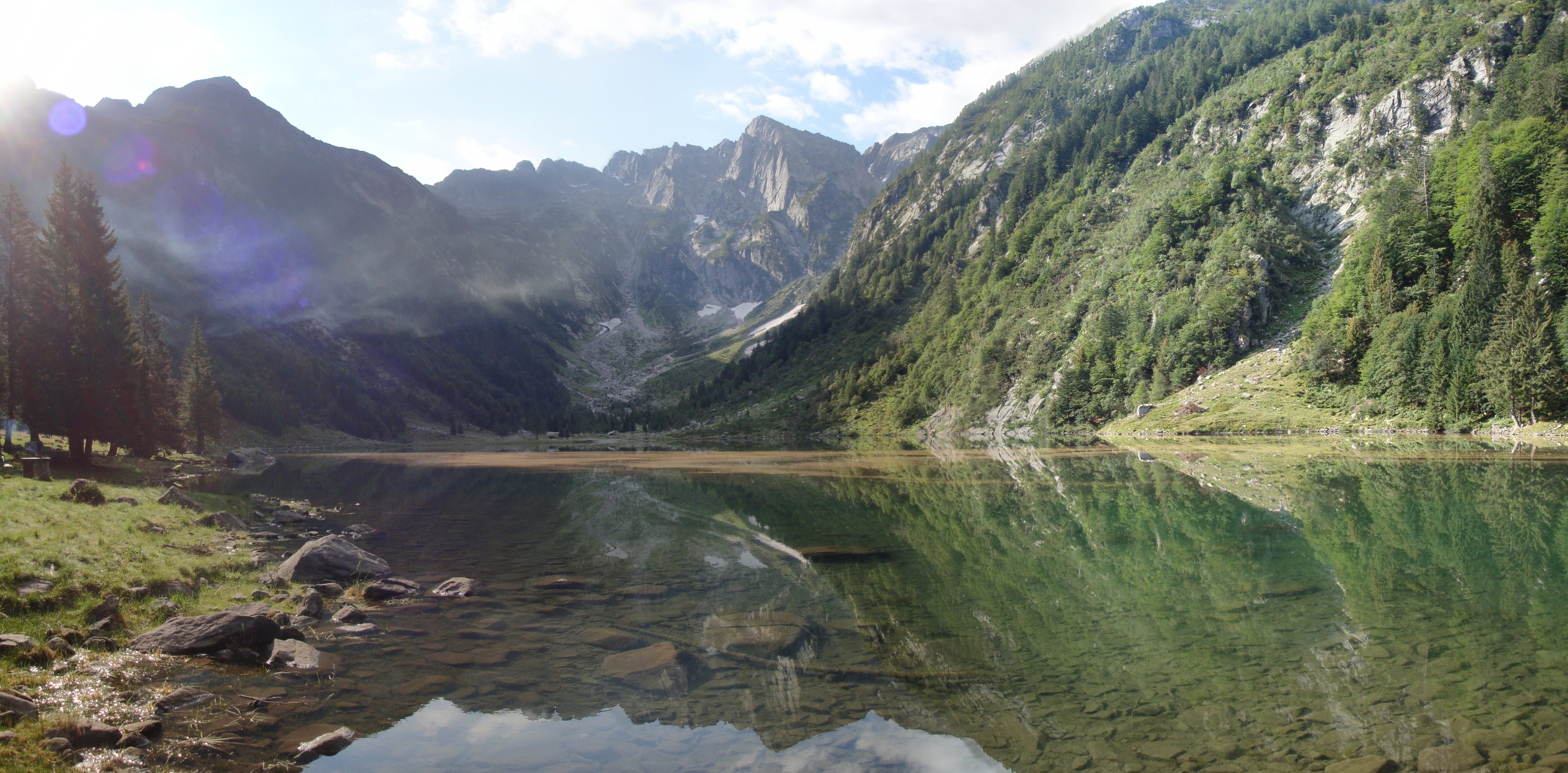
Lagh de Cama im Val Cama

Das Val Cama ist ein östliches Seitental des Misox’ im Schweizer Kanton Graubünden. Es verläuft in Ost-West-Richtung und gehört zu den Gemeinden Verdabbio und Cama GR. Im Osten grenzt es an Italien.
Das Tal ist nur zu Fuss erreichbar. Der Weg führt im unteren Teil durch einen der höchstgelegenen Kastanienwälder des Misox gefolgt von Buchen- und Fichtenwäldern. Nach ca. zweieinhalb bis dreistündigem Fussmarsch öffnet sich auf 1280 Meter ein imposanter Talkessel mit steilen Flanken. Im Tal liegen die beiden Bergseen Lagh de Cama (1265 m) und Lagh de Sambrog (2076 m).

## Geologie
Das Gebiet ist durch das Kristallin der Penninischen Decken geprägt: Orthogneise, Paragneise, Glimmerschiefer und Phyllite wechseln sich ab. Darin eingeschaltet sind Bänder aus kalk- und dolomithaltigem Gestein. Moränen und alluviale Schotter prägen einzelne Gebiete, insbesondere auch die Schwemmebene hinter dem durch Bergsturzmaterial gestauten Lagh de Cama. Das Wasser fliesst hier nur bei grossen Abflussmengen oberirdisch durch den Ria de Val Cama ab.

## Alp de Lagh
Alle der ehemals zehn bewirtschafteten Alpen wurden im Zuge des Wirtschaftsaufschwungs und des damit einhergehenden Strukturwandels bis in die 1990er-Jahre aufgegeben. Dank Unterstützung von Pro Natura und ProSpecieRara wird seit 2004 die Alp de Lagh am Cama Bergsee wieder mit alten und seltenen Nutztierrassen wie dem Rätischen Grauvieh, dem Engadiner Schaf, alten Ziegenrassen, Wollschweinen und der stark gefährdeten grauen Gebirgsziege bestossen.

## Waldreservat Val Cama – Val Leggia
Am 19. Oktober 2007 unterzeichneten Pro Natura, der Kanton Graubünden sowie die Misoxer Gemeinden Cama, Leggia und Verdabbio einen Schutzvertrag für das Waldreservat Val Cama – Val Leggia. Mit einer Fläche von rund 15 Quadratkilometern ist es das grösste Waldreservat der Schweiz ausserhalb des Schweizer Nationalparks. Das Reservat erstreckt sich auf Höhenlagen zwischen 450 m und ca. 2200 m. Die drei Gemeinden werden für die Nichtnutzung des Waldes während den nächsten 50 Jahren finanziell entschädigt.

## Tourismus
Ins Tal führt ein gut ausgebauter Wanderweg. Ausserdem führen Wanderwege in die Nachbartäler Val Leggia und Val d’Arbola. Im sonst unbewohnten Tal finden sich im Sommer Verpflegungs- und Übernachtungsmöglichkeiten auf der Alp de Lagh und in den Berghütten Capanna Miralago und Capanna Righetti-Fibbioli.